# Opération D

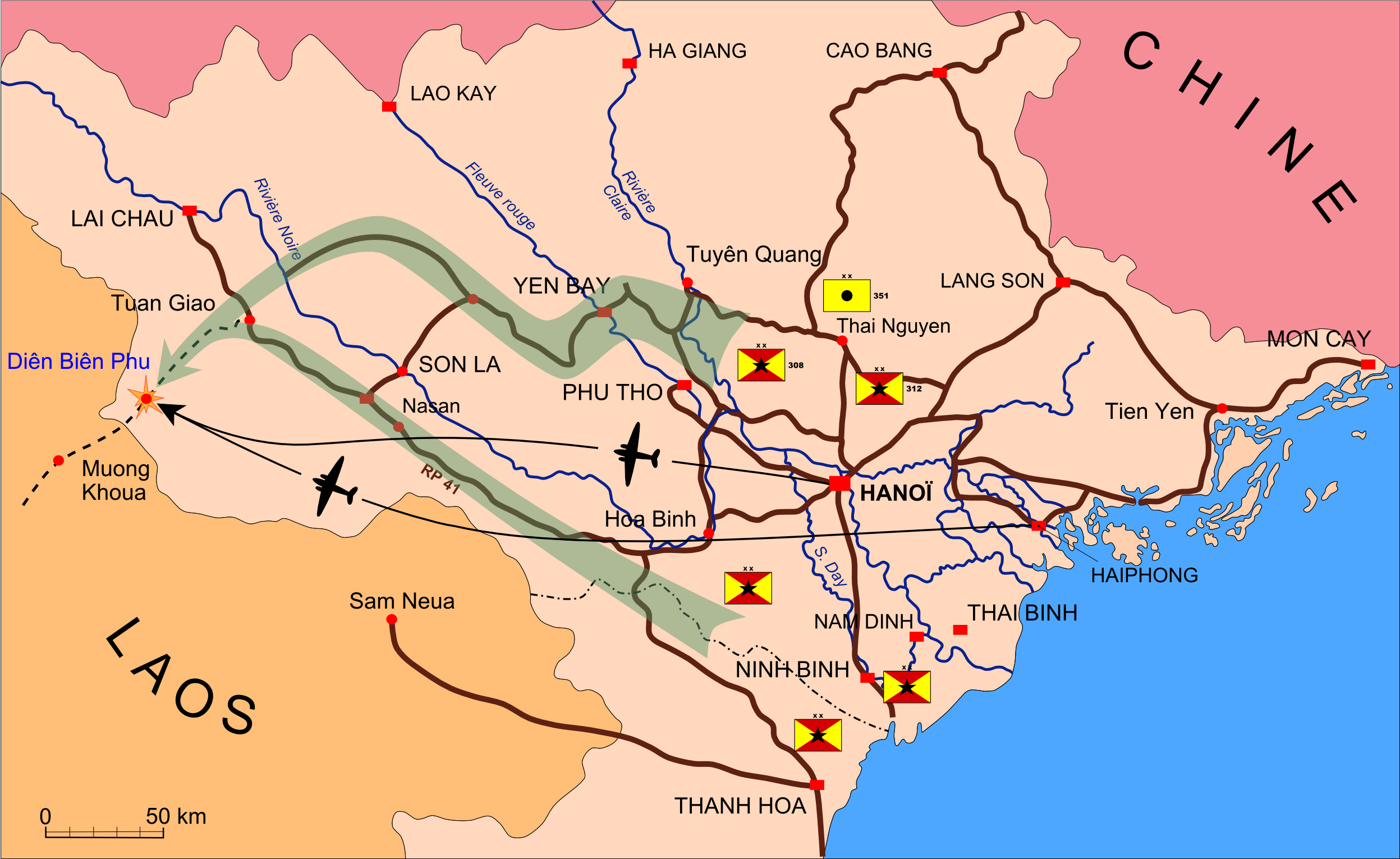
Situation de Dien Bien Phu et de Muong Khoua (Laos)

L'opération D (D pour Desperado) est une opération secrète du SDECE, dirigée par le capitaine Jean Sassi commandant le groupement GMI Malo et qui s'est déroulée du 28 avril au 10 mai 1954. Elle consistait en la mise en œuvre, au départ des bases du GCMA au Laos, d'une colonne de secours permettant de porter assistance à la garnison assiégée de Dien Bien Phu, située au Tonkin dans l'actuel nord du Viêt Nam, pour tenter une percée ainsi qu'une évacuation des troupes de l'Union française, mises en difficulté par les forces Viet-Minh. L'exfiltration était à destination du Laos, pays indépendant depuis 1949 et allié de la France, situé à proximité du camp retranché.

## Situation générale
L'opération D (désignée opération Condor dans l'entrevue de Jean Sassi figurant dans le documentaire de 2004 Dien Bien Phu : Le Rapport Secret par Patrick Jeudy) fut décidée par le général Henri Navarre, commandant en chef du corps expéditionnaire français en Extrême-Orient, dans les derniers jours d’avril, en raison de la situation critique créée au siège de Diên Biên Phu par les assauts répétés des forces Viet-Minh.

## Objectifs
Les objectifs de la mission étaient de réaliser la jonction entre les trois groupements GMI Malo, Servan et Rôdeur pour constituer une force de près de 2 000 hommes (composée de partisans montagnards encadrés par des officiers et sous-officiers français) et établir une base de départ d'« actions spéciales de diversion » sur les arrières Viet Minh depuis Muong Peu.

## Moyens
Les hommes de l'ethnie Hmong (ou Mèo), sous l'influence de leur chef spirituel Touby Ly Phoung, acceptent de porter assistance à la garnison française de Dien Bien Phu, encadrés par une poignée d'officiers et de sous-officiers français relevant du GCMA.

## Bilan
Validée trop tard par le général Navarre, l'opération D ne peut aboutir puisque la colonne de secours arrive aux abords immédiats de Dien Bien Phu quelques jours après la chute du camp retranché. Cependant, environ 150 survivants de la garnison assiégée, qui étaient parvenus à s'évader dans la jungle, sont récupérés par le groupement.